# Свети Димитър (Церетелево)
Църквата „Свети Димитър“ е православен християнски храм в село  Церетелево, община Съединение, Пловдивска област, България. Построена първоначално през 60-те години на XIX век, църквата е важен духовен и исторически център на местното население. 

## История
Първият храм в селото е изграден между 1865 и 1867 г. на стопански начала със средства от българското население на селото от неизвестен майстор. Била е ниска и прихлупена, съобразно тогавашните изисквания от страна на гръцките и османските власти. Църквата е осветена и открита от стубийския епископ Синесий.
След Освобождението през 1878 г., старата църква се оказва малка за нуждите на населението. По инициатива на местни жители се провежда акция за събиране на средства за нов храм. С дарения от селото и околните населени места, през 1882 г. е съборена старата сграда и е построена новата – по-висока, по-широка, светла и приветлива.
Новият храм е изграден от майстори от Македония и град Янина. Архитектурният стил е еднокорабна базилика. Изографисан е от неизвестни художници през 1892 г., а иконите са изработени от зографа Стефан Андонов още през 1867 г. Сред основните дарители на църквата са Иван Найденов, Койчо Койчев и Мария Койчева от Думанлий, Иван Недков, Марин Николов, Иван Петров, Георги С. Кацаров от Пещера, Костадин и Евангел Георгиеви от Пловдив, Никола и Мито Недюви, Гена и Атанас, Гена и Димитър Тодорови, Стойно Петров от Насва кьой, Георги Танчев и други.

### Поп Димитър Койчев
Особено значим духовник, свързан с храма, е поп Димитър Койчев – местен свещеник, служил в първия храм от 1867 до 1872 г. Той извършва богослуженията на български език, което е забранено от гръцката патриаршия по онова време. Заради дейността си е предаден и посечен от турците на селския мегдан пред църквата. Погребан е на площада, а неговият гроб е бил познат като „гробнината“. 

## Свещеници след Освобождението[1]
След 1878 г. в църквата служат:
- свещ. Петър Рабаджийски и свещ. Димитър поп Неделев от с. Голям Чардак – до 1892 г.
- свещ. Петко Иванов от Думанлий – от 1892 до 1937 г.
- свещ. Атанас Степанов от с. Царимир – временно от октомври 1937 до юни 1939 г.
- свещ. Николай Стайков от с. Сенник, Габровско – от 2 юни 1932 до 30 ноември 1939 г.
- свещ. Ангел Добрев от с. Старо Железаре – от декември 1939 до ноември 1946 г.

## Настояще
Църквата остава действащ храм към Българската православна църква и е духовен и културен център за село Церетелево. 